# Santa Eulalia del Campo
Santa Eulalia del Campo (aragónul Santa Olalia) község Spanyolországban, Teruel tartományban. Santa Eulalia del Campo Albarracín, Pozondón, Alba, Torremocha de Jiloca, Camañas, Celadas, Villarquemado és Cella községekkel határos. Lakosainak száma 1020 fő (2024).

## Népesség
A település népessége az utóbbi években az alábbiak szerint változott:
| Lakosok száma | 1193 | 1154 | 1143 | 1185 | 1122 | 1111 | 1033 | 1061 | 1033 | 1020 |
|               | 2001 | 2004 | 2007 | 2009 | 2012 | 2014 | 2017 | 2019 | 2022 | 2024 |